# Tranås basket
Tranås basket är en basketklubb från Tranås.
KFUM Tranås Basket bildades 1954 och är en av Sveriges äldsta basketföreningar. Damlaget var på 1960-talet i allsvenskan och herrlaget tillhörde då toppskiktet i division 1.

## Historia
- 1952 - Svenska Basketbollförbundet bildas
- 1954 - KFUM Tranås bildas 21 februari. Åke Karltun initiativtagare och tränare. Nära ”elitserien” redan första året
- 1959 - DM-segrare. I laget bland annat Hans Albertsson. Han är Tranås genom tiderna mest framgångsrike spelare. Landslagsspelare, bor nu åter i Tranås.
- 1966 - Damlaget i Allsvenskan (högsta serien). Herrlaget tillhörde flera år toppskiktet i division 1. Nära att gå upp i Allsvenskan.
- 1969 - Avgörande SM-final mellan Helsingborg – Alvik spelades i Tranås
- 1977 - Jay Garmatz blev Tranås förste amerikanske tränare. Han delades med KFUM Nässjö. Föräldraförening bildas (som har egen träningstid) 8 ungdomsgrupper, herr- och damlag. Denny Lorenz gästspelar okt -77 (och blir spelklar månaden senare)
- 1978 - Junkaremålsskolans tjejer blir DM-mästare. Marie Hild flest poäng.
- 1979 - Basketens förste heltidsanställde klubbdirektör. Kenneth Elfsberg. Hände mycket kommande åren.
- 1970/80–tal - Mini Basket Cup. Alla 5 och 6 klassare. Enormt stort arrangemang varje år. Vi fyllde idrottshuset vid finalspelen.
- 1984 - Vic Knight kommer till Tranås och föreningens senaste storhetstid inleds.
- 1987-88 - Landskamper. Sverige-Finland herr, Sverige-Spanien dam.
- 1987 - 11 lag i seriespel + träningsgrupper i Sommen och Gripenberg. Damspelaren Maria Strand blev spelklar för ligalaget Hageby
- 1993-96 - Fred Drains gör under Vic Knights ledning sina första säsonger i Sverige. Spel i division 1 och allsvenskan.
- 2004 - Föreningen firar 50 år och inleder satsningen på en ny framgångsrik period ledda av Tommy Klaar.